# Pastelmaleri
 "Pastel" omdirigeres hertil. For andre betydninger af Pastel, se Pastel (flertydig).
Pastelmaleri (italiensk pastello af pasta), maleri eller rettere tegning med tørre farvestifter, pastelfarver, på pergament, ru papir eller præpareret lærred. Da farveafskygningerne ikke her som ved olie- og akvarelmaleriet kan frembringes ved en blanding af selve farverne, må hver farvestift så at sige repræsentere sin nuance (man har adskillige hundrede sådanne, hårde, halvhårde og bløde). Ved at »fordrive«, udjævne, farverne, når de er satte på underlaget, enten med fingrene eller med kork, stub og lignende opnår man den fine sammensmeltning af farverne, som i forbindelse med disses egen friskhed og skønhed giver pastelmaleri dets bløde ynde og farvernes fløjlslinde overflade. Denne er stærkt modtagelig for ydre påvirkning og må derfor skærmes (også for sollys, støv og fugtighed) ved glas. pastelmaleri., som man vil føre tilbage til 15. og 16. århundrede (i hvilken tid der dog væsentlig kun er tale om tegninger med forskelligfarvet kridt), kom stærkt frem i 18. århundrede, rokokokunstnerne manøvrerede dets teknik med megen gratie. Fra 1737 udstillede Maurice Quentin de La Tour i Frankrig sine fortrinlige pastelportrætter, der hurtig kom på moden, om end akademiet 1747 afslog at optage flere pastelmalere som medlemmer, La Tour var allerede 1746 blevet det. Andre berømte pastelkunstnere på den tid: Jean-Étienne Liotard, Joseph Vivien, Jean-Baptiste-Siméon Chardin, i Italien Rosalba Carriera, i Tyskland Anton Rafael Mengs, i England John Russell, i Sverige Gustaf Lundberg. Dresden-Galleriet har en fortræffelig samling pasteller fra denne periode. Efter at pastelmaleri dernæst i længere tid havde ligget så temmelig brak, er det atter i nyere tid kommet stærkt på mode. I Paris var det især italieneren Giuseppe De Nittis, der igen bragte pastelmaleri til anseelse; størst blev Edgar Degas i pastelmaleri; i England har bl.a. James McNeill Whistler, i Tyskland Max Liebermann udmærket sig, desuden Édouard Manet, Odilon Redon og Pablo Picasso. Af nyere danske kunstnere, der har dyrket pastelmaleri, kan rent eksempelvis nævnes P.S. Krøyer, Anna Ancher, Thorvald Niss og Elisabeth Wandel, af norske Johan Görbitz, Frits Thaulow og Asta Nørregaard.